# Vereeniging van Beeldende Kunstenaars Laren-Blaricum
Kunstenaarsvereniging Laren-Blaricum ist ein 1921 gegründeter Kunstverein in Laren.

## Geschichte

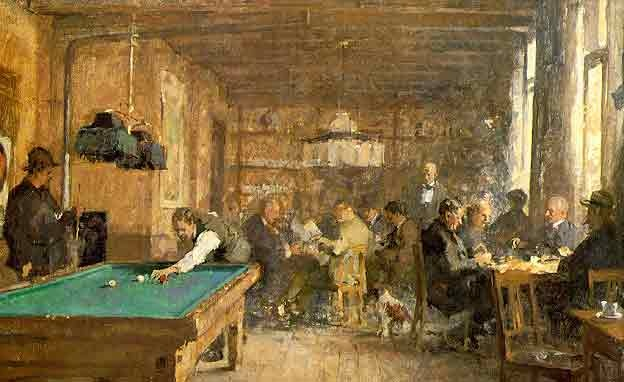
Het Kroegje van Hamdorf, 1921

Die Künstlervereinigung wurde am 21. Januar 1921 unter dem Namen Vereeniging van Beeldende Kunstenaars Laren-Blaricum in Laren gegründet und hatte anfänglich 60 Mitglieder. Der Gründung des Kunstvereins vorausgegangen war die Bildung einer genossenschaftliche Handelsgesellschaft für den Einkauf von Malermaterialien, der zahlreiche Maler beitraten, um ihre Materialien günstiger beziehen zu können. Aus dieser Interessengemeinschaft entstand der Künstlerverein.
Der erste Vorstand bestand aus dem Vorsitzenden Co Breman, dem Sekretär Johan Briedé, dem Schatzmeister W.M. Werk, dem zweiten Sekretär C.L. van Kesteren sowie W.L. Bruckman, Herman Heijenbrock und W. van Nieuwenhoven. Mitglied konnte man nur werden, indem man Werke einreichte, über die abgestimmt wurde. 1928 hatte der Verein 146 Mitglieder. Er veranstaltete jährlich eine Sommer- und Winterausstellung im Kunstsaal des Hotels Hamdorff. Innerhalb des Künstlerdorfes Laren war der zentrale Treffpunkt für die Künstler um 1900 „Het Kroegje“ des Hotels Hamdorff mit Ausstellungsräumen.

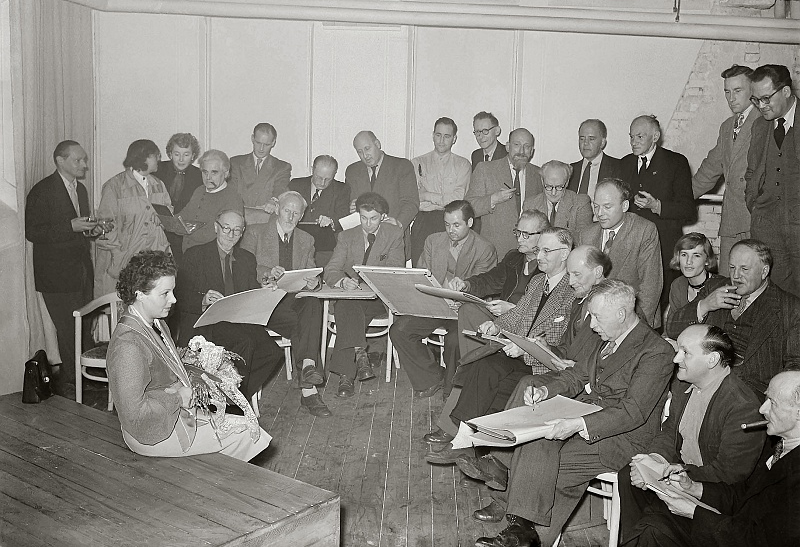
Modeltekenclub Hamdorff, 1952

1935 spaltete der Verein sich aufgrund des autoritären Vorgehens des Vorstands und Unstimmigkeiten unter den Mitgliedern auf. Unter der Leitung von David Schulman wurde „De Gooische Schilders Vereeniging“ gegründet, die anfänglich 28 Mitglieder zählte. Die beiden Vereine veranstalteten dann abwechselnd ihre Verkaufsausstellungen im Kunstraum des Hamdorff-Hotels. Nach dem Zweiten Weltkrieg ging die Mitgliederzahl zurück und erreichte in den folgenden Jahrzehnten nur etwa 40 bis 45 Mitgliedschaften. Einige Mitglieder, darunter Pieter de Zwart, Kees Schrikker, Ger Dorant und Flip Hamers, gründeten 1950 den Modeltekenclub Hamdorff, in dem Künstler jede Woche ein Aktmodell auf dem Zeichendachboden des Hotels Hamdorff zeichneten.
Der Verein „Laren-Blaricum“ stellte 1978 zum letzten Mal in der Kunsthalle aus. Das Hotel Hamdorff wurde in diesem Jahr für bankrott erklärt und im Juni wurde der gesamte Komplex abgerissen. Beide Vereine fanden in Folge bis 2003 einen anderen Ausstellungsort im sogenannten „Prentenkabinet“ des Museums Singer Laren, danach in weiteren Räumen des Museums, die mehr Platz boten, hielten aber ihre Ausstellungen weiterhin getrennt.
2005 stellten die Vereine erstmals nach siebzig Jahren gemeinsam unter dem Namen „SAMEN“ (ZUSAMMEN) aus. Die Mitgliederzahl der „De Gooische Schilders Vereeniging“ war zurückgegangen und es wurde beschlossen, dem Verein „Laren-Blaricum“ beizutreten. Anlässlich des hundertjährigen Bestehens des Vereins fand 2022 im Museum Singer Laren eine Jubiläumsausstellung mit Werken der ersten Mitglieder des Vereins aus der Sammlung von Singer Laren statt.
Frühere Mitglieder des Vereins waren unter anderem:
- Constantia Arnolda Balwé
- Co Breman
- Adriënne Broeckman-Klinkhamer
- Annie Bruin
- Rie Cramer
- Antoon Derkinderen
- Ger Dorant, 1917–2009
- Leo Gestel
- Philippus Jacob (Flip) Hamers, 1909–1995
- Richard Roland Holst
- Hein Kever
- Gerard Johannes Koekkoek
- Klaas Koster
- Frans Langeveld, 1877–1939
- August Le Gras
- Lou Loeber
- Mien Marchant
- Anton Mauve
- Wally Moes
- Albert Neuhuys
- Michiel Noordewier
- Corrie Pabst
- Gerbrand Frederik van Schagen, 1880–1968
- Lizzy Schouten
- Cornelis (Kees) Schrikker, 1898–1993
- David Schulman, 1881–1966
- Jan Willem Sluiter
- Frans Smissaert
- Chrisje van der Willigen, 1850–1931